# Minsk (Band)
Minsk ist eine US-amerikanische Stoner-Doom-Metal-Band aus Peoria und Chicago, Illinois, die im Jahr 2002 gegründet wurde.

## Geschichte
Die Band wurde im Jahr 2002 gegründet und bestand aus dem Sänger und Keyboarder Tim Mead, dem Gitarristen Chris Bennett, dem Bassisten Jeff Hyde und dem Schlagzeuger Anthony Couri. Es folgte ein erstes Demo sowie Auftritte an der Westküste der Vereinigten Staaten. Währenddessen verließ Bassist Hyde die Band und wurde durch Joel Madigan ersetzt, der bei der Band jedoch nur live aushelfen sollte. Es folgten weitere lokale Auftritte sowie im Jahr 2004 die Teilnahme am Templars of Doom Festival. Zudem war die Band auf der Kompilation If It Plays zu hören. Anfang 2005 nahm die Band ihr Debütalbum Out of a Center Which Is Neither Dead Nor Alive in den Volume Studios mit dem Produzenten Sanford Parker auf. Parker übernahm bei den Aufnahmen den Bass und blieb als permanentes Mitglied in der Band. Das Album erschien im selben Jahr über At A Loss Recordings. Im Jahr 2006 folgten Auftritte in den ganzen USA zusammen mit Gruppen wie Brutal Truth, High on Fire, Boris, Sunn O))), Torche, Pig Destroyer, Rwake, Asschapel und Baroness. Zudem nahm die Band am South by Southwest und dem Monolith Festival teil. Mitte des Jahres unterzeichnete die Band einen Vertrag bei Relapse Records.
Im Sommer und Herbst arbeitete die Band dann an ihrem Album The Ritual Fires of Abandonment in den Volume Studios erneut unter der Leitung von Sanford Parker. Das Album erschien im Jahr 2007. Im selben Jahr nahm die Band erneut am South by Southwest teil und hielt eine Tour durch die Ostküste der Vereinigten Staaten zusammen mit Rwake ab, nachdem sie bereits vorher zusammen mit Bible of the Devil gespielt hatten. Nach weiteren Auftritten zusammen mit Trouble folgte eine Tour durch Europa, ehe Anfang Juni 2009 das Album With Echoes in the Movement of Stone folgte.

## Stil
Laut.de bezeichnete die Musik als eine Mischung aus Doom Metal und Psychedelic Rock der 1970er Jahre und zog Vergleiche zu Gruppen wie Neurosis und Mastodon. Ähnlich ordnete Christian Hector vom Metal Hammer auch das Album The Ritual Fires of Abandonment ein, wobei der Bass und die E-Gitarre extrem verzerrt seien. With Echoes in the Movement of Stone habe nur wenig mit dem Vorgänger gemein, wobei die Arrangements „staksig“ und der Gesang „eigentümlich“ klingen würde.

## Diskografie
- 2003: Burning (Demo, Eigenveröffentlichung)
- 2004: 2004 Demo (Demo, Eigenveröffentlichung)
- 2005: Out of a Center (Demo, Eigenveröffentlichung)
- 2005: Out of a Center Which Is Neither Dead Nor Alive (Album, At A Loss Recordings)
- 2007: The Ritual Fires of Abandonment (Album, Relapse Records)
- 2009: Unearthly Trance / Minsk (Split mit Unearthly Trance, Parasitic Records)
- 2009: With Echoes in the Movement of Stone (Album, Relapse Records)
- 2010: Hawkwind Triad (Split mit Harvestman, Neurot Recordings)
- 2014: The Crash And The Draw (Album, Relapse Records)
- 2018: Bigod Split mit Zatokrev, (Album, Czar Of Crickets / Consouling Sounds)